# Точени (Долж)
Точени (рум. Toceni) насеље је у Румунији у округу Долж у општини Добрешти. Oпштина се налази на надморској висини од 58 m.

## Становништво
Према подацима из 2002. године у насељу је живело 718 становника, од којих су сви румунске националности.